# Sonia Carré d’As
Sonia Carré d’As Sonia Traoré, née le 28 décembre 1972, est est une autrice compositrice et chanteuse burkinabè et deux fois lauréate du pour le Kundé d'or de la musique.

## Biographie
Sonia Carré d’As, de son vrai nom Sonia Traoré, née le 28 décembre 1972, commence sa carrière à dix-sept ans en participant au concours musical « Bobo Découverte 1989 ».
Entre 1991 et 1996, elle suit des études musicales à l’Institut National Supérieur des Arts et de l’Action Culturelle (INSAAC), l’école des arts d’Abidjan période durant laquelle, elle enregistre deux cassettes : Carré d’As en 1992 et Ingratitude en 1996. De retour au Burkina Faso, elle est nominée à deux reprises, en 2000 et 2001, pour le Kundé d’or de la musique. Elle remporte ce prix en 2001 grâce à son troisième album, Tounga sortie en 2002 et produit par Boncana Maiga. C’est ce dernier qui lui donne son nom d’artiste, Sonia Carré d’As, inspiré de son premier tube.

## Discographie
- 2001 : Tounga (Boncana Maiga)L'album « Tounga » (Tounga signifie aventure) , est le 3e album de Sonia Carré d’As est sorti en 2001 qui lui a donné son nom d'artiste, est produit produit par le producteur Boncana Maiga.

1. "Mpossa Ya Chéri"
2. "Dji Woyo"
3. "Awou Ye Ben"
4. "Yala Ba"